# Томпсон, Уильям (гребец)
Уильям Глуйас «Билл» Томпсон (англ. William Gluyas "Bill" Thompson; 19 июля 1908, Напа, Калифорния — 8 февраля 1956, Лос-Анджелес, Калифорния) — американский гребец, выступавший за сборную США по академической гребле в конце 1920-х годов. Чемпион летних Олимпийских игр в Амстердаме в зачёте восьмёрок, победитель и призёр многих студенческих регат.

## Биография
Уильям Томпсон родился 19 июля 1908 года в городе Напа, штат Калифорния.
Занимался академической греблей во время учёбы в Калифорнийском университете в Беркли, состоял в местной гребной команде «Калифорния Голден Беарс», неоднократно принимал участие в различных студенческих регатах.
Наивысшего успеха в гребле на международном уровне добился в сезоне 1928 года, когда, ещё будучи студентом университета, вошёл в основной состав американской национальной сборной и благодаря череде удачных выступлений удостоился права защищать честь страны на летних Олимпийских играх в Амстердаме. В распашных восьмёрках с рулевым благополучно преодолел все предварительные этапы и в решающем финальном заезде более чем на две секунды опередил главных конкурентов британцев — тем самым завоевал золотую олимпийскую медаль.
Окончил университет в 1931 году, получив степень бакалавра наук в области электрики и механики.
В 1933 году женился на Салли Линкольн, у них родились двое сыновей: Уильям (1936) и Брюс (1945).
Впоследствии Томпсон активно занимался общественной деятельностью, занимал должность президента школьного совета и комиссии по планированию в городе Эль-Сегундо, штат Калифорния.
Умер 8 февраля 1956 года в Лос-Анджелесе в возрасте 47 лет.